# IC 325
IC 325 ist eine Spiralgalaxie vom Hubble-Typ Sb im Sternbild Eridanus am Südsternhimmel. Sie ist schätzungsweise 520 Millionen Lichtjahre von der Milchstraße entfernt.
Das Objekt wurde am 28. Januar 1892 vom französischen Astronomen Stéphane Javelle entdeckt.